# Дамик-илишу I
Дамик-илишу I (шум. dda-mi-iq-i3-li2-šu; букв. «Милостив его бог») — царь Исина приблизительно в 1817—1794 годах до н. э.

## Биография

### Правление
Стандартная надпись Дамик-илишу I, сына Син-магира, характеризует его как «земледельца, который накапливает продукцию (земли) в зернохранилищах». От его правления сохранились четыре царские надписи, в том числе надписи на глиняных конусах, в честь празднования строительства стены Исина, где он назван «Дамик-илишу любимец бога Нинурты» также вспоминается в имя-года и «подходящей для офиса эн священника приличествующей богини Инанна». Строительство хранилища e-me-sikil, " («дом непорочных обрядов?»), для бога Марду, сына бога Ана. Конус отмечает строительство храма é-ki-tuš-bi-du10 («Дом его благой резиденции»), возможно, для божества Нергал из Узарпара (Uṣarpara). Также существует также копия дворцовой надписи из Апиака дарения Нергалу вотивной скульптуры льва.
Дамик-илишу был тем царём, при котором Исин лишился независимости и был покорён царём Ларсы Рим-Сином. Порядок событий этого завоевания неизвестен, но некоторые сведения можно почерпнуть из датировочных формул противоборствующих царей. В союзе с Уруком, Вавилоном, Рапикумом и какими-то сутийскими племенами Дамик-илишу выступил против Рим-Сина, но эта коалиция была разгромлена. 14-й год правления Рим-Сина (1810/1809 год до н. э.) носит название: «Год, когда армии Урука, Исина, Вавилона, Сутума, Рапикума, и Ираданене, царь Урука были поражены оружием». Эта победа над такой мощной коалицией, похоже, пробудила в Рим-Сине имперские амбиции.
Дамик-илишу отступил на свою территорию и начал строить оборонительные сооружения. 13-й год правления Дамик-илишу (1805/1804 год до н. э.) назван: «Год, когда [Дамик-илишу] построил великую стена города Исин [названную] Дамик-илишу-хегаль (Изобилие Дамик-илишу)». Священный город Ниппур, кажется, переходил из рук в руки в ходе этой борьбы, что можно заключить из найденных там документов. Где-то после 1814 года до н. э. Дамик-илишу вернул себе этот город, но в 1803/1802 году до н. э., том самом году когда Рим-Син «уничтожил Урук» Ниппур окончательно вошёл в состав Ларсы. Однако дальнейшее наступление Рим-Сина на союзника Исина город Вавилон потерпело крах. 13-й год вавилонского царя Син-мубаллита (1801/1800 год до н. э.) носит название: «Год, когда войска Ларсы были поражены оружием». Однако Рим-Син перегруппировал свои силы и вновь ударил по Исину; 25-й год его правления (1799/1798 год до н. э.) назван: «Год, когда праведный пастырь Рим-Син, с помощью мощных Ана, Энлиля и Энки, захватил город Дамик-илишу, привёл его жителей, которые помогали Исину, в плен в Ларсу, и установил свою победу большую, чем прежде». Эта неудача, кажется, внесла разлад в действия союзников и с этого момента Син-мубаллит перешёл в лагерь царя Ларсы. В следующем 1798/1797 году до н. э. (16-й год правления Син-мубаллита) он даже нанёс удар по Исину и временно захватил этот город.
29-й год правления Рим-Сина (1795/1794 год до н. э.) назван: «Год, когда праведный пастырь Рим-Син с помощью могучей силы Ана, Энлиля и Энки захватил в один день Дуннум крупнейший город Исина, забрал всех его воинов, но не стал переселять его население с насиженных мест», а его 30-й год (1794/1793 год до н. э.) гласит : «Год, когда Рим-Син, истинный пастырь с мощным оружием Ана, Энлиля и Энки, захватил Исин, столицу царства, и различные деревни, но пощадил жизнь их обитателей, и сделал великой навсегда славу своего царства». Это было концом царства Исин и событие считалось настолько значимым, что с тех пор каждый год Рим-Сина был назван в честь него.
От имени Дамик-илишу ведётся повествование хроники Вейднера, также называемой хроникой Эсагилы. Тут этот исинский царь пишет царю Вавилона Апиль-Сину о благословениях, которыми боги одаривали более ранних правителей, которые приносили жертвы верховному богу Вавилона Мардуку в храме Эсагила. То что большинство из этих царей правили в третьем тысячелетии до н. э., когда и Вавилон и его святыня, если и существовали, то уж точно не имели никакого значения, снижает историчность этой хроники. Вероятно, она является более поздней подделкой, призванной закрепить великую роль Вавилона и его бога Мардука с древнейших времён.
Существует также поэтическое послание, которое Дамик-илишу посвятил богу Нуску. Дамик-илишу, кажется, прослыл чем-то вроде народного героя, потому что позже цари ссылаются на него и описывают себя в качестве его преемников. Династия Страны Моря, похоже, считала себя возродительницей ново-шумерской культуры, а третий царь этой династии Дамик-илишу II, даже взял его имя. Основатель II династия Страны моря, Симбар-Шиху, называет себя «солдатом династии Дамик-илишу» в исторической летописи.
Согласно Шумерскому царскому списку (копия P5), его правление продолжалось 23 года. Список царей Ура и Исина отводит ему всего 4 года, но историки объясняют это тем, что этот список был создан при Дамик-илишу I, именно в 4-й год его правления.

### Список датировочных формул Дамик-илишу I
|                             | |
| 1 год 1817 / 1816 до н. э.  | Год, когда Дамик-илишу [стал] царём BIN 7 63 mu dda-mi-iq-i3-li2-szu lugal |
| 2 год 1816 / 1815 до н. э.  | Название года до сих пор неизвестно mu |
| 3 год 1815 / 1814 до н. э.  | Название года до сих пор неизвестно mu |
| 4 год 1814 / 1813 до н. э.  | a Год, когда [Дамик-илишу] выбрал путём гадания Илум-Гамиля, лумах-жреца Нин-Исины mu ilum-ga-mil lu2-mah-dnin-in-si-na masz2-e in-pad3 b Год, когда Илум-Гамиль был выбран как лумах-жрец Нин-Исины mu ilum-ga-mil lu2-mah-dnin-in-si-na ba-hun-ga2                    |
| 5 год 1813 / 1812 до н. э.  | Год, когда канал Дамик-илишу был вырыт, получивший название «Канал царского изобилия» mu id2-dda-mi-iq-i3-li2-szu id2-he2-gal2-lugal mu-ba-al |
| 6 год 1812 / 1811 до н. э.  | Год после года, когда канал Дамик-илишу был вырыт, получивший название «Канал царского изобилия» mu us2-sa id2-dda-mi-iq-i3-li2-szu id2-he2-gal2-lugal mu-ba-al |
| 7 год 1811 / 1810 до н. э.  | Год, когда лумах-жрец Нин-Исины был возведён в должность mu lu2-mah-dnin-in-si-na ba-il2 |
| 8 год 1810 / 1809 до н. э.  | Год, когда [Дамик-илишу] построил храм Уту Э-дики-каламма («Дом судьи земли») mu e2-di-ku5-kalam-ma e2-dutu mu-du3-a |
| 9 год 1809 / 1808 до н. э.  | Год после года, когда [Дамик-илишу] построил для Уту его любимый храм Э-дики-каламма mu us2-sa e2-di-ku5-kalam-ma e2 ki-ag2-ga-ni dutu-ra mu-du3-a |
| 10 год 1808 / 1807 до н. э. | Год, когда [Дамик-илишу] сделал две эмблемы из золота и серебра [в храм] Ишкура и Инанны в Дуннуме / Гаднару mu 2 giszszu-nir ku3-sig17 ku3-babbar diszkur u3 dinanna gag-nu-raki / du3-nu-umki mu-ne-dim2                                                              |
| 11 год 1807 / 1806 до н. э. | Год после года, когда [Дамик-илишу] сделал две эмблемы из золота и серебра [в храм] Ишкура и Инанны в Дуннуме / Гаднару mu us2-sa 2 giszszu-nir ku3-sig17 ku3-babbar diszkur u3 dinanna gag-nu-raki / du3-nu-umki mu-ne-dim2                                            |
| 12 год 1806 / 1805 до н. э. | Второй год после года, когда [Дамик-илишу] сделал две эмблемы из золота и серебра [в храм] Ишкура и Инанны в Дуннуме / Гаднару mu us2-sa 2-bi 2 giszszu-nir ku3-sig17 ku3-babbar diszkur u3 dinanna gag-nu-raki / du3-nu-umki mu-ne-dim2                                |
| 13 год 1805 / 1804 до н. э. | Год, когда [Дамик-илишу] построил великую стена города Исин [названную] Дамик-илишу-хегаль («Изобилие Дамик-илишу») mu bad3 gal dda-mi-iq-i3-li2-szu-he2-gal2 i3-si-inki-na mu-du3-a                                                                                    |
| 14 год 1804 / 1803 до н. э. | Год после года, когда [Дамик-илишу] построил великую стена города Исин [названную] Дамик-илишу-хегаль-мигир-Нинурта («Изобилие Дамик-илишу, любимца Нинурты») mu us2-sa bad3 gal dda-mi-iq-i3-li2-szu-he2-gal2 mi-gir4 dnin-urta i3-si-inki-na mu-du3-a                 |
| 15 год 1803 / 1802 до н. э. | Второй год после года, когда [Дамик-илишу] построил великую стена города Исин [названную] Дамик-илишу-хегаль-мигир-Нинурта («Изобилие Дамик-илишу, любимца Нинурты») mu us2-sa us2-sa-bi bad3 gal dda-mi-iq-i3-li2-szu-he2-gal2 mi-gir dnin-urta i3-si-inki-na mu-du3-a |
| a                           | Год, когда верховная жрица Даму была поставлена mu nin-dingir-dda-mu-ra ba-hun-ga2 |
| b                           | Год, когда …-падда была поставлена как верховная жрица Ишкура mu …-pad3-da nin-dingir-diszkur ba-hun |
| c                           | Год, когда эгеситу-жрица Ана была возведена в должность mu egi2-zi-an-na ba-il2 |

| I династия Исина          |                                     |                         |
| Предшественник: Син-магир | царь Исина ок. 1817 — 1794 до н. э. | Преемник: захват Ларсой |